# گوش میانی

رونگاره و شمای دستگاه شنوایی انسان. ۱. گوش بیرونی ۲. لاله گوش ۳. مجرای گوش ۴. پرده صماخ ۵. گوش میانی ۶. استخوان‌های گوش میانی ۷. استخوان چکشی ۸. استخوان سندانی ۹. استخوان رکابی ۱۰. حفره صماخی پرده گوش ۱۱. استخوان گیجگاهی ۱۲. شیپور استاش ۱۳. گوش درونی ۱۴. پیچ‌راه ۱۵. مجرای نیمه‌حلقوی ۱۶. دالان (دهلیز) گوش ۱۷. پنجره یا منفذ دالانی ۱۸. پنجره یا منفذ گرد ۱۹. حلزون گوش ۲۰. عصب دالانی یا دهلیزی ۲۱. عصب شنوایی ۲۲. مجرای درونی شنوایی ۲۳. عصب دهلیزی حلزونی

فضای گوش میانی همراه با فضای بالایی آن یعنی گودی روصماخی Epitympanic recess، حجمی در حدود دو میلی‌لیتر دارد. سر استخوانچه چکشی و زائده کوتاه سندانی در فضای روصماخی قرار می‌گیرد. نزدیک بخش تحتانی فضای گوش میانی، دهانه شیپور استاش و نیز نقطه اتصال ماهیچه کشنده پرده گوش Tensor Tympani قرار دارد. دیواره داخلی فضای اصلی، شامل پرومونتوری، در برگیرنده دریچه‌های گرد و بیضی است. ارتعاشات صوتی از پرده صماخ و به واسطه استخوانچه‌های گوش به نام‌های چکشی، سندانی و رکابی به دریچه بیضی حلزونی می‌رسد. دو ماهیچه کشنده پرده گوش و ماهیچه رکابی Stapedius نیز بر عملکرد استخوانچه‌ها تأثیر داند. انقباض ماهیچه کشنده پرده گوش موجب ایجاد کشش بر پرده و سفت شدن آن می‌گردد. انقباض عضله رکابی نیز کف استخوانچه رکابی را به بیرون کشیده و میرایی ارتعاشات صوتی را موجب می‌شود.

## عملکرد
نقش گوش میانی، انتقال اصوات منتقل شده از هوا به ستون‌های مایع درون حلزون است. هوا قابل تراکم است و نسبت به آب (یعنی محتویات حلزون) امپدانس اکوستیکی کمتری دارد. اگر امواج صوتی هوا مستقیماً به پرده دریچه بیضی برسند، فقط درصد بسیار اندکی از انرژی به مایعات گوش داخلی منتقل می‌گردد و بیش از ۹۷ درصد انرژی برگشت داده می‌شود. گوش میانی با عمل تطبیق امپدانس خود موجب می‌شود تا ۶۰ الی ۶۵ درصد انرژی صوتی وارد شده به حلزون منتقل شود.

## فضای گوش میانی

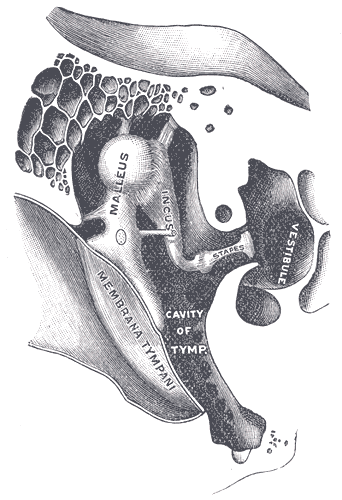